# Aphodius coenosus
Aphodius coenosus (лат.) — вид пластинчатоусых жуков из подсемейства афодиин.
Имаго длиной 4—5 мм. Тело чёрное. Вершина надкрылий красные. Первый членик задней лапки сильно расширенный, короче большой шпоры.

## Синонимы
В синонимику вида входят следующие биномены:
- Scarabaeus coenosus Panzer, 1798[2]basionym
- Euorodalus coenosus (Panzer, 1798)
- Aphodius putridicola Gistel, 1857[2]